# Ralph Richardson
Sir Ralph David Richardson (Cheltenham, 19 dicembre 1902 – Londra, 10 ottobre 1983) è stato un attore britannico.

## Biografia
Nipote del matematico Lewis Fry Richardson, dopo la separazione dei genitori la madre Lydia Russell portò con sé Ralph a vivere a Gloucester, dove lo educò alla religione cattolica (suo padre e i suoi fratelli erano quaccheri) e presto espresse il desiderio che il figlio diventasse sacerdote. Nonostante fosse stato educato in istituti cattolici a Brighton, egli non manifestò mai un forte sentimento religioso.
Richardson fece il suo debutto nel West End nel 1926, e divenne uno dei più noti attori dell'Old Vic, celebre soprattutto per la sua interpretazione di Calibano ne La tempesta di Shakespeare, dove aveva come controparte il grande John Gielgud nel ruolo di Prospero. Nel 1932 a Malvern, divenne celebre per la sua interpretazione de L'alchimista di Ben Jonson e nel 1933 interpretò la pièce di William Somerset Maugham Sheppey al Wyndham's Theatre.
Dopo aver prestato servizio durante la seconda guerra mondiale, Richardson si unì a Laurence Olivier e al regista John Burrell in qualità di co-direttore dell'Old Vic. Dopo le sue apparizioni alla Royal Shakespeare Company a Stratford-upon-Avon recitò al Bristol Old Vic, nel ruolo di Volpone nel Volpone di Ben Jonson. Dal 1954 al 1955 interpretò il ruolo del Dr. Watson nella trasposizione radiofonica dei romanzi di Arthur Conan Doyle su Sherlock Holmes al fianco di John Gielgud nel ruolo del celebre investigatore, per conto della BBC.
Attore elegante e carismatico, fu molto attivo anche per il cinema, dove apparve in film quali L'ereditiera (1949), Riccardo III (1955), Il nostro agente all'Avana (1959), al fianco di Alec Guinness e Noël Coward, Oh, che bella guerra! (1969), O Lucky Man! (1973). Nel 1969 fece parte del cast della controversa farsa di Joe Orton What The Butler Saw al Queen's Theatre insieme a Stanley Baxter, Coral Browne e Hayward Morse, mentre nel 1970 apparve sulle scene con Lloyd George Knew My Father di William Douglas-Home al fianco di Peggy Ashcroft e al National Theatre sotto la regia di Peter Hall recitò ne The Cherry Orchard e in  John Gabriel Borkman. Nella sua ultima apparizione cinematografica in Greystoke - La leggenda di Tarzan, il signore delle scimmie (1983), fu candidato al Premio Oscar come Oscar al miglior attore non protagonista
Richardson morì d'infarto nel 1983, all'età di 80 anni, e venne sepolto all'Highgate Cemetery.

## Filmografia

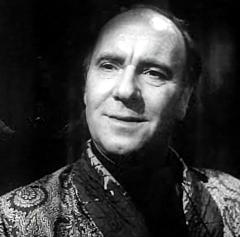
Ralph Richardson ne Il lungo viaggio verso la notte (1962)

- Il difensore misterioso (The Return of Bulldog Drummond), regia di Walter Summers (1934)
- Bulldog Jack, regia di Walter Forde (1935)
- La vita futura (Things to Come), regia di William Cameron Menzies (1936)
- L'uomo dei miracoli (The Man Who Could Work Miracles), regia di Lothar Mendes, Alexander Korda (1936)
- Trappola d'oro (Thunder in the City), regia di Marion Gering (1937)
- La cavalcata delle follie (South Riding), regia di Victor Saville (1938)
- La cittadella (The Citadel), regia di King Vidor (1938)
- L'avventura di Lady X (The Divorce of Lady X), regia di Tim Whelan (1938)
- I leoni dell'aria (The Lions Has Wings), regia di Adrian Brunel, Brian Desmond Hurst (1939)
- Le quattro piume (The Four Feathers), regia di Zoltán Korda (1939)
- Ali che non tornano (Q Planes), regia di Tim Whelan, Arthur B. Woods (1939)
- La notte dell'incendio (On the Night of the Fire), regia di Brian Desmond Hurst (1939)
- La flotta d'argento (The Silver Fleet), regia di Vernon Sewell (1943)
- School for Secrets, regia di Peter Ustinov (1946)
- Anna Karenina, regia di Julien Duvivier (1948)
- Idolo infranto (The Fallen Idol), regia di Carol Reed (1948)
- L'ereditiera (The Heiress), regia di William Wyler (1949)
- L'avventuriero della Malesia (Outcast of the Islands), regia di Carol Reed (1951)
- Il signore che rincasava alle sette (Home at Seven), regia di Ralph Richardson (1952)
- The Holly and the Ivy, regia di George More O'Ferrall (1952)
- Riccardo III (Richard III), regia di Laurence Olivier (1955)
- Il nostro agente all'Avana (Our Man in Havana), regia di Carol Reed (1959)
- Ancora una domanda, Oscar Wilde! (Oscar Wilde), regia di Gregory Ratoff (1960)
- Exodus, regia di Otto Preminger (1960)
- Il lungo viaggio verso la notte (Long Day's Journey Into Night), regia di Sidney Lumet (1962)
- L'eroe di Sparta (The 300 Spartans), regia di Rudolph Maté (1962)
- La donna di paglia (Woman of Straw), regia di Basil Dearden (1964)
- Il dottor Zivago (Doctor Zhivago), regia di David Lean (1965)
- Khartoum, regia di Basil Dearden (1966)
- La cassa sbagliata (The Wrong Box), regia di Bryan Forbes (1966)
- Oh, che bella guerra! (Oh, What a Lovely War), regia di Richard Attenborough (1969)
- Il colpo era perfetto, ma... (Midas Run), regia di Alf Kjellin (1969)
- I lunghi giorni delle aquile (Battle of Britain), regia di Guy Hamilton (1969)
- Mutazioni (The Bed Sitting Room), regia di Richard Lester (1969)
- Lo specchio delle spie (The Looking Glass War), regia di Frank Pierson (1969)
- Eagle in a Cage, regia di Fielder Cook (1971)
- Chi giace nella culla della zia Ruth? (Who Slew Auntie Roo?), regia di Curtis Harrington (1972)
- Le avventure di Alice nel Paese delle Meraviglie (Alice's Adventures in Wonderland), regia di William Sterling (1972)
- Racconti dalla tomba (Tales from the Crypt), regia di Freddie Francis (1972)
- Peccato d'amore (Lady Caroline Lamb), regia di Robert Bolt (1972)
- O Lucky Man, regia di Lindsay Anderson (1973)
- Casa di bambola (A Doll's House), regia di Patrick Garland (1973)
- Rollerball, regia di Norman Jewison (1975)
- L'uomo dalla maschera di ferro (The Man in the Iron Mask), regia di Mike Newell (1977)
- Gesù di Nazareth, regia di Franco Zeffirelli (1977)
- La collina dei conigli (Watership Down), regia di Martin Rosen (1978) - voce
- L'abbraccio dell'orso (Charlie Muffin), regia di Jack Gold (1979)
- I banditi del tempo (Time Bandits), regia di Terry Gilliam (1981)
- Il drago del lago di fuoco (Dragonslayer), regia di Matthew Robbins (1981)
- Testimone d'accusa (Witness for the Prosecution), regia di Alan Gibson (1982)
- Greystoke - La leggenda di Tarzan, il signore delle scimmie (Greystoke: the Legend of Tarzan, Lord of the Apes), regia di Hugh Hudson (1984)
- Give My Regards to Broad Street, regia di Peter Webb (1984)

## Doppiatori italiani
- Bruno Persa in Riccardo III, Il nostro agente all'Avana, L'eroe di Sparta, La donna di paglia, Khartoum
- Mario Pisu in Exodus, La cassa sbagliata
- Dario Penne in La vita futura (ridoppiaggio), Anna Karenina (ridoppiaggio)[1]
- Arnoldo Foà in La vita futura
- Carlo Romano in Le quattro piume
- Emilio Cigoli in Idolo infranto
- Sandro Ruffini in L'ereditiera
- Carlo Alighiero in Il lungo viaggio verso la notte
- Nino Pavese in Il dottor Živago
- Corrado Gaipa in I lunghi giorni delle aquile
- Giulio Panicali in Chi giace nella culla della zia Ruth?
- Mario Feliciani in Peccato d'amore
- Sergio Graziani in Rollerball
- Gianni Musy in L'uomo dalla maschera di ferro
- Renato Mori in Gesù di Nazareth
- Sergio Fiorentini in I banditi del tempo
- Mario Bardella in Il drago del lago di fuoco
- Giorgio Piazza in Greystoke - La leggenda di Tarzan, il signore delle scimmie

Da doppiatore è sostituito da:
- Mario Bardella in La collina dei conigli

## Riconoscimenti
- Premi Oscar 1950 – Candidatura all'Oscar al miglior attore non protagonista per L'ereditiera
- Premi Oscar 1985 – Candidatura all'Oscar al miglior attore non protagonista per Greystoke - La leggenda di Tarzan, il signore delle scimmie